# Eva (Alabama)
Eva é uma cidade  localizada no estado americano do Alabama, no Condado de Morgan.

## Demografia
Segundo o censo americano de 2000, a sua população era de 491 habitantes.
Em 2006, foi estimada uma população de 499, um aumento de 8 (1.6%).

## Geografia
De acordo com o United States Census Bureau, a localidade tem uma área de 7,6 km², sem área coberta por água. Eva localiza-se a aproximadamente 335 m acima do nível do mar.

## Localidades na vizinhança
O diagrama seguinte representa as localidades num raio de 24 km ao redor de Eva.